# Tradiții de nuntă la arabi
Căsătoria este unul dintre cei mai importanți pași în viața omului și stă la baza societății, indiferent de religie. Islamul nu este numai o religie, ci un întreg mod de viață. Indiferent de regiunea din care provin, de orientarea abordată în interpretarea textului coranic și de raportarea la tradiție și modernitate, există anumite trăsături generale în viata musulmanului pe care familiile le respectă ca obiceiuri tradiționale comune, fiind derivate din cutume antice, printre acestea fiind și căsătoria. Deși obiceiurile religioase se păstrează în timp, fiecare cultură are tendința de a a-și dezvolta propria manieră de celebrare, propiile cutume și obiceiuri. Așadar,  nunta la musulmanii  din Egipt poate diferi  de nunta din Africa sau India.

## Prezentare generală
Conform legislației islamice, căsătoria este un acord social și economic încheiat între doua familii, care implică drepturi și obligații de ambele părți.  De obicei, contractul se realizează între mire și tutorele legal al miresei, dar părinților le este interzis să-și păcălească sau să-și oblige copiii să accepte această alianță. Pentru ca respectivul contract să fie valabil trebuie să nu existe piedici în calea căsătoriei. ,, Piedicile în calea căsătoriei sunt de doua feluri: permanente (înrudirea de sânge sau prin alianță, colactație, consumarea căsătoriei în perioada numită idda, jurământul de anatemă ) și temporare (religie mixtă, poligamia, înrudirea între soțiile aceluiași soț, perioada de idda, tripla repudiere).’’ 
Nu vă căsătoriți cu femeile pe care tații voștri le-au avut de soții, în afară de ceea ce a fost înainte, căci cu adevărat aceasta este o fapta nerușinată și silnică, un drum rău ales.Coran, 4:22
Vă sunt oprite vouă: mamele voastre, fiicele voastre, surorile voastre, mătușile din partea tatălui, mătușile din partea mamei, fiicele fraților voștri, fiicele surorilor voastre, mamele voastre care v-au alăptat, surorile voastre de lapte, mamele femeilor voastre, fiicele voastre vitrege aflate sub oblăduirea voastră, cele născute din femeile voastre cu care ați fost căsătoriți cândva – dacă nu ați apucat însă să intrați la ele nici o vină nu va fi asupra voastră - soțiile fiilor voștri zămisliți din coapsa voastră. Vă este oprit să vă căsătoriți cu două surori, în afară de ceea ce a fost înainte. Dumnezeu este iertător, milostiv.Coran, 4:23
Cei care se despart de femeile lor, trebuie să pastreze un răgaz de patru luni, iar dacă se răzgândesc, Dumnezeu este iertător, milostiv.Coran, 2:226
O căsătorie poate fi de două feluri: endogamă, între veri primari sau de diverse grade, niciodată însă pe cale verticală sau exogamă, fără legături de rudenie. Un musulman are voie să se căsătorească cu o femeie de aceeași religie sau care aparține uneia dintre religiile relevate ( iudaism sau creștinism în primul rând) și poate avea până la patru soții, fiind necesar de fiecare dată acordul celeilalte/celorlalte soții pentru fiecare soție nouă, în timp ce o musulmancă poate avea un singur soț, obligatoriu musulman. Condițiile pe care trebuie să le îndeplinească musulmanul care vrea mai multe soții sunt destul de dure: el este obligat să asigure un tratament absolut egal tuturor soțiilor.
„Fiecare soție trebuie să aiba o casă separată și să beneficieze de întreținere la nivelul cerut de condiția sa socială ( [...] să aibă toate dotările moderne necesare gospodăriei); fiecare soție trebuie să beneficieze de un număr de nopți egal cu al celorlalte cu excepția celei proaspăt căsătorite, care are dreptul la șapte nopți succesive imediat după căsătorie. Atât Coranul, cât și tradițiile despre Profet insistă asupra importanței ecestui tratament egal: musulmanul care nu îl poate asigura, din diverse motive, trebuie să se rezume la o singură soție”.
[…] luați-vă soții după cum vă va plăcea, două ori trei ori patru femei. Dacă vă este teamă că nu veți fi drepți cu ele, luați-vă o singură femeie ori pe cele stăpânite de dreapta voastră.Coran, 4:3
Una dintre condițiile obligatorii pentru căsătorie este constituirea dotei (مهر ). Dota este oferită fetei de către familia băiatului și rămâne în posesia ei toata viața, reprezentând o siguranță materială pentru viitor, în caz de divorț sau dacă rămâne văduvă. Uneori, între logodnă și căsătorie poate trece o perioadă îndelungată, necesară pentru strângerea dotei. Până la vărsarea dotei (în întregime sau partea stabilită prin contract) soțul nu are voie să pretindă consumarea căsătoriei. Femeia nu este obligată să cheltuie din proprii bani pentru a-și întreține familia, aceasta fiind obligația exclusivă a soțului. La încheierea contractului, trebuie să participe doi martori musulmani, sănătoși mental și de sex masculin. Unul dintre martori poate fi înlocuit cu două femei musulmance, în legislația islamică un bărbat valorând cât două femei  . Imamul ia parte la o astfel de căsătorie, dar elementele propriu-zis religioase sunt puține în ceremonial și se reduc la citirea, în casă, a surei introductive din Coran, Al-Fatiha. Rochia tradiționala a miresei este de culoare roșie, de obicei brodată cu aur, iar nunta începe cu Noaptea Hennei (ليلة الحناء ), în casa fetei sau a tinerilor căsătoriți, pictatul mâinilor fetei cu henna fiind considerat o tradiție importantă. ,,Restul elementelor care apar, în diferite zone, în ceremonie se datorează unor tradiții locale și se leagă mai ales de rituri de asigurare a fecundității (drojdie, ou, desfacerea centurii, perforarea de către mire a unei hârtii întinse peste un vas cu ulei etc.). Ele nu au nici o legătură cu islamul.’’

## Nunta tradițională în Irak
Actualul teritoriu al Irakului, cunoscut în antichitate sub numele de Mesopotamia, a fost leagănul unor vechi civilizații, cunoscând apogeul în timpul dinastiei abbasideen  (762-1258).
Tradițiile de nuntă la confluența dintre Tigru și Eufrat păstrează spiritul culturii islamice, indiferent de apartenența la comunitatea șiită (60% din populație) sau la cea sunnită (37% din populație), fiind aceleași pentru întreaga societate irakiană. Conform studiului Marriage Iraqi Styleen , realizat de prof. dr. George Grigore, ceremonialul de nuntă poate fi împărțit în două etape: logodna și căsătoria propriu-zisă, după cum urmează:

### Logodna
Comunitatea irakiană păstrează obiceiuri vechi, încărcate de semnificații în ceea ce privește ritul logodnei, concretizate în următoarele etape:  
Exprimarea dorinței băiatului de a se căsători
În mod tradițional, nu este normal ca un tânăr să își exprime în mod deschis această dorință, așa că va recurge la diferite metode indirecte de a atrage atenția familiei, precum adoptarea unui comportament ciudat: este nervos sau pretinde că este bolmav, nu mănânca, nu doarme sau vrea in mod subit sa călătorească în locuri îndepărtate. De obicei, mama înțelege motivația acestui comportament și deschide subiectul căsătoriei. În alte familii, tânărul îi va spune mamei de la bun început că vrea să se căsătorească. Atunci când tânărul ajunge la o anumită vârstă și nu dă niciun semn că dorește să-și întemeieze o familie, părinții sunt cei care vor prelua inițiativa. 
Alegerea miresei
Mama discută cu tatal despre dorința fiului de a se căsători, iar tatăl îi permite mamei să caute o mireasă potrivită sau chiar face sugestii în privința alegerii ei. Mama, însoțită de o altă femeie din familie, începe să viziteze familiile cu fete necăsătorite. Prima data vor merge la rude și ulterior, dacă nu găsesc mireasa potrivită, vor vizita familii fără nicio legătură de rudenie. Odată ce alegerea a fost făcută, vor merge mai des în vizită pentru a cunoaște fata mai bine. Această etapă se numește al-Mashiya (Arabă: المشية , vizita). Pot fi vizite surpriză în zori zilei pentru a vedea cum arată viitoarea mireasă fără machiaj sau la ora mesei pentru a vedea cum mănâncă. Dacă tinerii încă nu se cunosc, mamele vor organiza o întâlnire.
Stabilirea dotei
Dacă ambele familii sunt de acord cu căsătoria, tatăl băiatului, însoțit de bărbații de vază ai familiei (uneori ai clanului) sau chiar de shaikhen  (Arabă: شيخ‎, înțelept, șeful clanului sau al tribului), vor merge în vizită la tatăl fetei pentru a-i propune în mod oficial căsătoria. Conform tradiției musulmane, după ce tatăl acceptă propunerea, se discută despre dotă (Arabă: مهر , al-mahr). Dota poate fi plătită fetei imediat sau pe termen lung și reprezintă o garanție pentru securitatea financiară a miresei în caz de divorț sau deces al soțului. În trecut, dota avea o importanță deosebită deoarece femeile nu aveau alte surse de venit. De asemenea, se discută despre lada de zestre (ِArabă:صندوق الجهاز , sunduq al-gihaz).
Cadouri pentru viitoarea mireasă
Pe lângă inelul de logodnă și alte bijuterii din aur, familia băiatului trebuie să ofere miresei și alte daruri (Arabă: النشان , an-nishan), precum alimente, textile ș.a. Mireasa va primi, de asemenea, hennaen , un dar cu încărcătură simbolică aparte, deoarece în credința populară se consideră că henna aduce noroc și alungă spiritele rele. În cazul unei eventuale neînțelegeri între cele două familii și a anulării căsătoriei, toate darurile trebuie returnate familiei băiatului.
Contractul de căsătorie
Logodna se încheie cu semnarea contractului de căsătorie (Arabă: عقد الزواج , 'aqd az-zawag) în prezența unui qadien  (Arabă: قاضي), urmată de citirea unor versete din Coran și plata primei părți din dotă. Cele două familii sărbătoresc evenimentul alături de rude și prieteni. Cu această ocazie se stabilește și data nunții, iar în acest interval tânărului îi este permis să-și viziteze viitoarea soție, dar nu poate rămâne singur cu ea.

### Ceremonialul de nuntă
Multe din tradițiile de nuntă irakiene s-au perpetuat până astazi, existând o simbolistică aparte pentru fiecare etapă:
Noaptea hennei
Noaptea hennei (Arabă: ليلة الحناء , laylat al-henna') este un obicei de nuntă obligatoriu la arabi, fiind strâns legat de vechile credințe conform cărora henna are puterea de a purifica și proteja mireasa de rău. Unii specialiști consideră că acest obicei este cel mai vechi ritual arab de nuntă aflat încă în existență, având la bază practicile de magie albă realizate pentru a aduce fericire în viața de cuplu. În acestă noapte, se cântă și se dansează, iar o femeie pictează arăbescuri cu henna pe mâinile miresei și aruncă monede primite de la femeile prezente într-un vas cu apă. În tradiția islamică, apa simbolizează puritatea și viața însăși.
La Bagdad și Kirkuk, femeia care pictează mâinile și picioarele miresei trebuie să fie respectată în comunitate, fericită în căsătorie, iar primul ei născut să fie băiat deoarece se crede că viața ei exemplară se va transmite și la mireasă.
În timpul acestei ceremonii, se aduce o tavă cu lumânări, henna, fructe uscate, dulciuri, alune și nuci, Coranul, o oglindă și un pahar cu lapte. Lumânările reprezintă lumina, simbolul divinității: Dumnezeu este lumina cerurilor și a pământului! Lumina Sa este asemenea unei firide unde se află o lampăCoran, 24:35. Oglinda reflectă în multe tradiții orientale viitorul tinerilor căsătoriți. Închiderea Coranului cu putere simbolizează binecuvântarea căsătoriei, iar aruncarea hennei în tavan de mireasă înseamnă că asupra casei se va abate întotdeauna norocul. Viața tinerilor căsătoriți trebuie sa fie asemenea dulciurilor, iar laptele indică abundența, dar și castitatea miresei datorită albului pur.
Noaptea nunții
A doua zi, sunt organizate petreceri în casa mirelui și a miresei. După-amiaza mirele merge să ia mireasa din casa părintească, iar petrecerea continuă din acest moment numai în casa mirelui. Aici, toți bărbații invitați la nuntă vor oferi daruri în bani mirelui. În mod tradițional, petrecerea femeilor are loc într-o altă parte a casei, diferită de cea a bărbaților.
Seara, mirele și mireasa sunt conduși în camera nupțială. Pentru verificarea virginității fetei încă se mai pune o pânză albă pe pat, special pregătită și examinată cu atenție după noaptea nunții de două sau trei femei în vârstă din ambele familii. Ele vor anunța public dacă mireasa a fost sau nu virgină. Bărbații nu trebuie să vadă pânza pătată cu sînge, mărturia femeilor fiind de ajuns. Acest obicei s-a păstrat din trecut când exista teama că un posibil adulter ar duce la slăbirea relațiilor de familie și în cele din urmă la distrugerea unității și coeziunii tribului. Acest obicei se regăsește cu precădere în sudul Irakului unde mirele pune un pumnal sub așternuturi în camera nupțială, semn că mireasa va muri dacă se demonstrează ca nu a fost virgină.
Ritualul de dimineață
Ritualul de dimineață (Arabă: صباحية , sabahiyya) are loc a doua zi după noaptea nunții. După ce tinerii căsătoriți se trezesc, bărbatul îi oferă un dar soției și împreună merg la părinți pentru a le săruta mâna. Tot acum, femeile invitate la nuntă oferă cuplului cadouri, precum mâncare sau obiecte casnice, însă rareori bani, considerați a fi un dar specific bărbaților.

## Nunta la beduinii Rashaayda

### Beduinii Rashayyda
Beduinii Rashayyda ( بني رشيد, الرشايدة‎ ) reprezintă un mic grup etnic din Eritreea ( 43.000 persoane) și din nord-estul Sudanului (98.000 persoane). În 1846, au migrat din Hijaz în urma unui conflict tribal. Conform unei legende, un lider saudit dorea să ia în căsătorie o preafrumoasă fată Rashaayda, dar tribul a refuzat, nedorind să ,,amestece sângele’’, fiind astfel obligați să plece din țară.en 
Sunt musulmani de orientare sunnită, vorbesc limba arabă și alcătuiesc comunități izolate, principala lor meserie fiind comerțul. Deoarece sunt o populație majoritar nomadă, guvernul din Eritreea a insistat să-i sedentarizeze în regiunea Sheeb, la 35 de mile distanță de Massawa, port la Marea Roșie. Fiind un trib de păstori, trăiesc în corturi din piele de capră, femeile fiind răspunzătoare pentru estetica și designul costumelor și al corturilor. Bărbații se ocupă de aprovizionarea cu lemnărie și piele de animale, contribuie la întinderea și prelucrarea materialelor, dar numai femeile au voie să decoreze pielea. Odata ce o femeie a țesut panza cortului, acesta îi aparține. În caz de divorț, cortul îi rămâne, iar soțul se întoarce în cortul mamei sale sau doarme sub cerul liber. Responsabilitatea pentru realizarea acestor țesături le oferă capacitatea de a reprezenta vizual și artistic cultura și identitatea tribului.
Principalul studiu privind viața beduinilor arabi din acest spațiu este atribuit lui William C. Young ( The Rashaayda Bedouin: Arab Pastoralists of Eastern Sudan ). Regăsim aici înregistrări antropologice și etnologice bine documentate despre viața de zi cu zi, relații intertribale și mai ales, despre repartizarea spațiului, puterii și muncii între sexe. În 1978, acest tânăr antropolog primește o bursă în valoare de 7000$ pentru a putea merge și studia viața beduinilor Rashaayda din estul Sudanului. Pentru a obține respectul și încrederea tribului și pentru a i se permite să locuiască printre ei pentru o perioadă de doi ani, Young își reordonează prioritățile în viață și decide să se convertească la Islam. Debra Gorski remarcă în articolul ,,Who are the Bedouin?’’en  că Young numește membrii tribului ,,prietenii mei’’ și că de multe ori își descrie observațiile la persoana a doua, plural ,,noi’’:
"The Hadendowa were the Rashaayda’s traditional enemies. If we met one of them, we would not even greet them with as-salaamu ’aleykum (as Muslims should) but would pass by without speaking. The Rashaayda had been competing with the Hadendowa for pasture land and water for generations, and the old men could recall many armed clashes between Rashiidi camps and groups of Hadendowa. They were also ’ujmaan (non-Arabic speakers), whereas we were Arabs and spoke good Arabic."
Young observă că beduinii Rashaayda sunt un grup de nomazi care fac totul împreună. Migrează și se stabilesc într-un loc împreună, se căsătoresc în cadrul tribului și al grupurilor legate prin relații de familie. Aceste căsătorii endogame întăresc legăturile și împiedică înstrăinarea averii.en  Fiind oameni ai deșertului, nu au încredere în străini și există multe pericole care le pot amenința unitatea familiei. Din acest motiv, Young se atașează de beduinii Rashaayda și ajunge să se identifice cu tribul.
Această perioadă în care a locuit cu beduinii Rashaayda a reprezentat pentru Young și un prilej să observe îmbrăcămintea femeilor. Aceste aspecte sunt descrise în articolul ,,The Body Tamed: tying and tattooing among the Rashaayda Bedouin’’, inclus în volumul Many mirrors: body image and social relations.
Femeile Rashaayda sunt renumite pentru vestimentația în negru și roșu, dar mai ales pentru vălurile lor, brodate minuțios cu fire de argint, mărgele și uneori, perle. La vârsta de 5 ani, fetele sunt obligate să poarte văl care le acoperă întreaga față cu excepția ochilor. Căsătoriile sunt de obicei aranjate de familie, fără ca tinerii să se cunoască în prealabil. Dacă totuși, o fată care a ajuns la vârsta căsătoriei  își dorește un anumit bărbat, își ridică vălul pentru ca el să-i poată vedea fața. Dacă îi acceptă oferta, viitorul soț trebuie să ofere 100 de cămile familiei fetei, preț pentru mireasă.

### Tradiții de nuntă
Conform articolului Wedding of the Rashaayda people of Sudan. Wedding Customs Around the Muslim World,en  în mod tradițional, pentru a se putea căsători, un tânăr Rashaayda primește o parte din averea familiei, în bani și animale, pe care o oferă familiei fetei în schimbul ei. Tatăl miresei va oferi la rândul său o mare parte din bunurile familiei sub formă de animale pentru turma mirilor și bijuterii din aur pentru fiica sa. În caz de divorț, fata va primi de la soț o sumă de bani și își va păstra bijuteriile, dar animalele rămân la el. Tinerele sunt căsătorite înca din adolescență, în jurul vârstei de 15 ani, pentru a nu fi tentate să rămână însărcinate. În astfel de cazuri, fetele sunt ucise, la fel și tinerii dacă sunt prinși și nu aparțin tribului.
Studiul lui William Young nu oferă informații cu privire la ceremonialul religios, ci se concentrează pe tradițiile respectate. Așadar, o nuntă Rashaayda durează cel puțin două zile, timp în care membrii tribului se strâng la campamentul familiei miresei pentru a sărbători. Cu acestă ocazie, au loc o serie de competiții între tineri sau tinere, pentru a-și dovedi măiestria, câștiga prestigiu și impresiona sexul opus. În prima zi, bărbații se întrec în tranșarea cât mai rapidă a unui animal. A doua zi, se organizează o întrecere de cămile, competiții muzicale  și de dans cu sabia.
Întrecerea de cămile este organizată de familia miresei. Unchii și frații ei conduc un grup de tineri, inclusiv mirele, în deșert. De aici, se întrec înapoi spre tabără, unde tatăl ei, împreună cu ceilalți oaspeți îi așteaptă pentru a-l premia pe câștigător. Premiul este oferit ulterior mirelui ca dar de nuntă. Acesta trebuie să participe la cursă pentru a-și dovedi valoarea, dar nu e obligatoriu să câștige.
După întrecere, oaspeții servesc masa, discută și se odihnesc. După-amiaza, au loc alte activități. Inițial, bărbații se așează pe două linii, față în față și cântă. Tonul este dat de un bărbat așezat în centrul uneia dintre linii, care începe să recite o poezie, compusă în metrul denumit az-zariibi. După ce recită tare o strofă și refrenul ei, bărbații așezați pe partea opusă repetă refrenul. Cele două linii se depărtează pe măsură ce oaspeții ies din corturi pentru a asista, formându-se astfel un ring de dans în centru. Câte un tânăr iese pe rând din linie și mânuiește sabia pe acordul muzicii.  Cu cât este mai talentat, cu atât i se permite să performeze mai mult. În acest timp, restul bărbaților bat din picioare la unison, iar la fiecare a doua bataie, fac un salt în aer. Dacă se consideră că vreun dansator nu este suficient de bun, cei care cântă se opresc, iar dansatorul e obligat să se retragă. Urmează competiția femeilor. Auzind că bărbații au început să cânte, se retrag pentru a se îmbrăca corespunzător dansului. Își aplică kohl pe pleoape și se împodobesc cu inele, brățări și coliere grele care să facă zgomot atunci când dansează. Când femeile sosesc, dansatorul părăsește arena pentru a le face loc. Bărbatul din centrul liniei dă din nou startul, rostind strofe dedicate femeilor, ce pot fi compuse pe loc:
Min il-’asri waagif wa adukk as-saliila
Wa laa-ntuu ba ’iidiin ya ’aal muu damaani.
,,I’ve been pounding the sand since the late afternoon;
You descendants of Adam were not far away.’’
What he meant was: ,,I’ve been dancing at this wedding since the late afternoon and you daughters of Adam have stayed close enough to watch’’.
Femeile îi răspund prin începerea dansului, făra a cânta însă sau a vorbi. Una dintre femei ia o sticluță cu parfum și trecând prin dreptul liniei bărbaților, le stopește cu el mâinile și turbanele. În acest mod, comunitatea bărbaților și a femeilor își demonstreaza stima. Cea mai bună dansatoare este compensată cu un premiu în bani, pe care mai târziu îl oferă în dar mirilor. Fiecare grup are șansa de a-și demonstra măiestria și sunt răsplătiți în mod egal.
În timpul ceremoniei de nuntă, mireasa își acoperă fața cu un văl special, primit în dar de la mire. Cu câteva zile înainte, îl decorează cu broderii din argint și pendantive. Se crede că acoperirea feței în această zi importantă o va proteja de spiritele rele. În unele zone din Eritreea, tinerele Rashaayda folosesc o mască ornată, din piele și metal, pentru a-și acoperi fața în ziua nunții. În articolul ,,For Bedouins of Africa, Sands Are Runnig Out’’, autoarea Jane Perlez observă că această mască de piele, împreună cu bijuteriile din aur sunt un simbol al femeii căsătorite. De asemenea, precizează că miresei i se permite să doarmă cu soțul numai în ultima zi a festivităților, adică a treia zi a nunții.